# اللقاء (لعبة فيديو)
اللقاء (بالإنجليزية: rueunion)‏ قصة اللعبة تتمحور حول شخصيتان هما الأب (أبو وليد) والابن وليد، الابن خرج من البيت لسبب ما وبعدها خرج الأب ليلحق ابنه في وسط غابة مظلمة، مليئة بالوحوش من أفاعي ودببة وكذلك الأشياء الغريبه، مهمتك هي العثور على الابن وسط هذه الغابة عن طريق مناداته.

## التحكم وفكرة اللعبة
لدينا في اليسار أزرار التحكم بالشخصية الأب وفي اليمين زر مناداة الابن وليد والذي بعد ضغطه سوف يظهر لك سهم يخبرك عن مكان وليد الابن، وهذه فقط وبكل بساطة أزرار التحكم في اللعبة.
الغابة مظلمة فلن تستطيع رؤية أي شيء باستثناء الشخصية الرئيسية وما حولها، اللعبة تعتمد على الصوت عن طريق الابتعاد عن أصوات الأفاعي والدببه و الجن، وبالتالي أنت مجبور على اتباع السهم وفي نفس الوقت تجنب الوحوش عن طريق تجنب أصواتهم.